# Gare de Åndalsnes
La gare d'Åndalsnes est une gare ferroviaire norvégienne de la ligne de Rauma dont elle est le terminus. 
Åndalsnes est la dernière gare encore en activité dans le Møre og Romsdal. La gare se situe à 457,28 km d'Oslo.

## Service des voyageurs

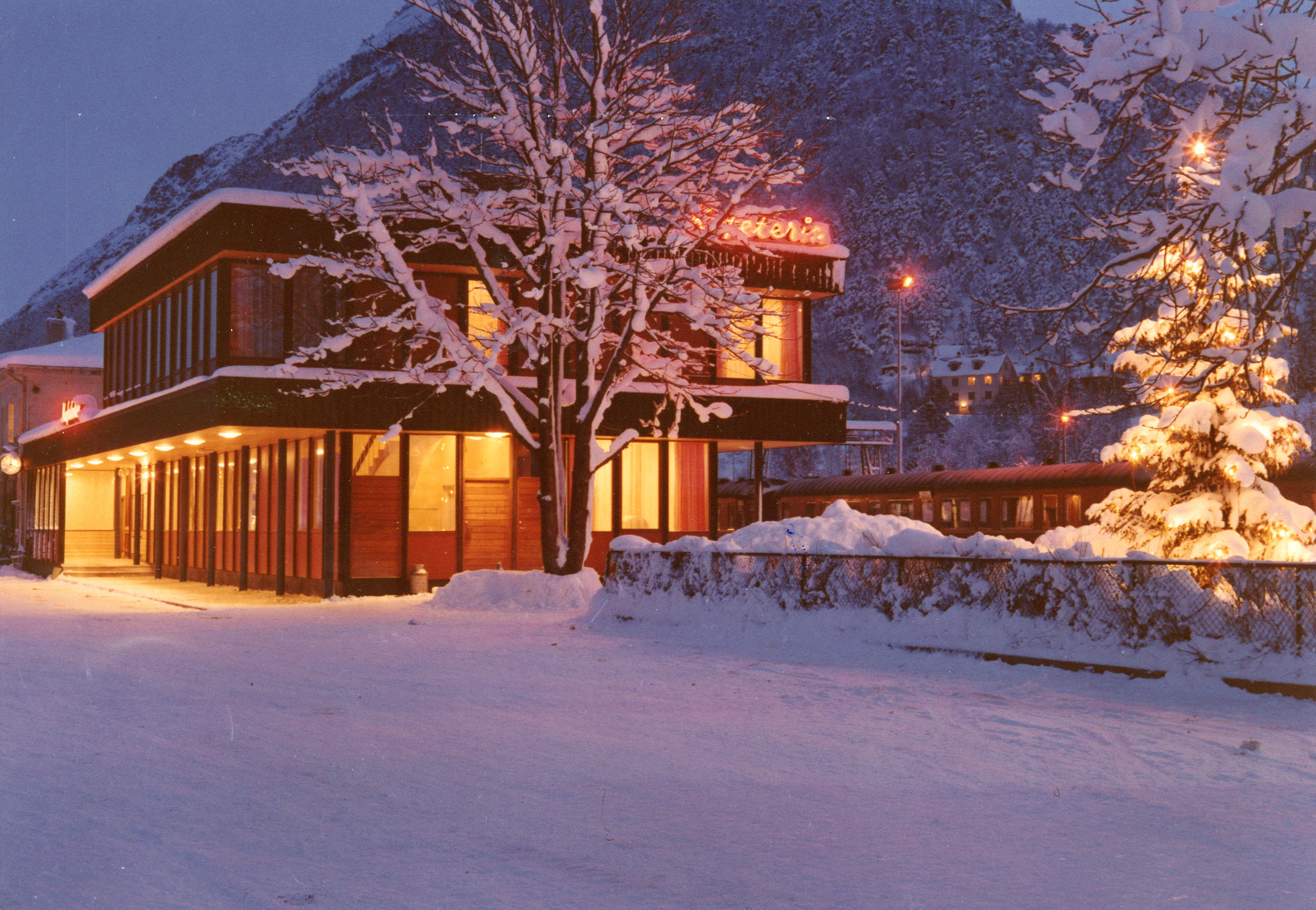
La gare l'hiver, collection du Norsk Spisevognselskap (restaurant ferroviaire).